# 伏尔加德意志人
伏尔加德意志人（德語：Wolgadeutsche/Russlanddeutsche）是生活在俄罗斯的南部，伏尔加河流域的萨拉托夫（伏尔加河下游港口）周边及其以南的德意志族人。他们保留了德意志的文化、语言、习俗以及宗教信仰。许多伏尔加德意志人在19世纪和20世纪初叶移居到美国、加拿大、巴西、阿根廷、巴拉圭和其他一些国家。20世纪后期，许多余下的德意志族人也移居回德国。

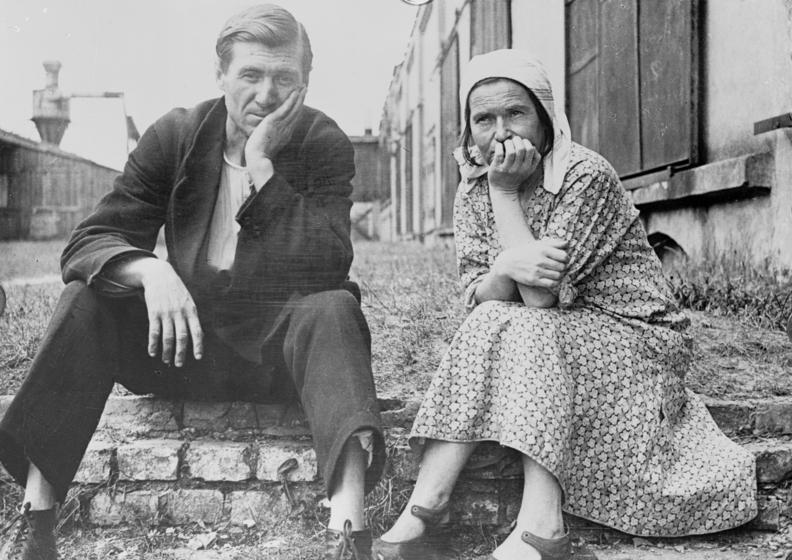
1920年，来自伏尔加河流域的德意志移民在皮瓦难民营

## 叶卡捷琳娜大帝時期

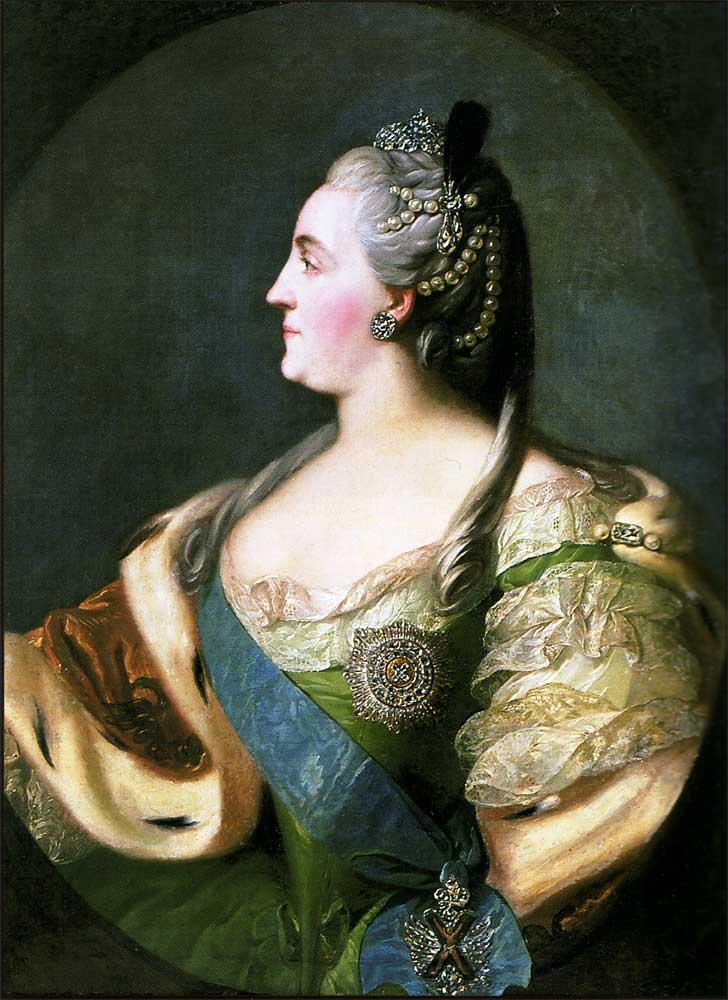
叶卡捷琳娜大帝

1762年俄羅斯帝國沙皇彼得三世被其皇后叶卡捷琳娜罷黜，出身德意志斯特丁的叶卡捷琳娜成为了俄罗斯帝国的女皇，是為“叶卡捷琳娜二世”，人称“叶卡捷琳娜大帝”。叶卡捷琳娜二世在1762年和1763年两次发诏，邀请除了犹太人之外的欧洲人移居俄罗斯，开垦土地，并允许他们保留自己的语言和文化。虽然第一次诏命只是得到了很少的响应，但第二次诏命由于提高了优惠条件，所以更加成功。除了开垦荒地之外，叶卡捷琳娜二世的另一个重要的考虑是在俄罗斯的臣民和东部的游牧民族之间建立一个缓冲带。由于家乡的贫穷状况，大量的德国人迁徙到俄国。相比之下，法国人和英格兰人更倾向于美洲而不是俄罗斯。另外的一些国家，比如哈布斯堡王朝的奥地利禁止移民。那些移民俄罗斯的人拥有基于叶卡捷琳娜二世诏命的特权，但在19世纪的后半叶，由于需要为俄罗斯军队服兵役而被取消。服兵役对于那些信仰门诺派，反战、反侵略的教徒来说是特别令其厌恶的。尽管许多伏尔加德意志人依然留在了俄罗斯，但另一些人选择移居北美或者返回了德意志以躲避征兵。

## 20世紀

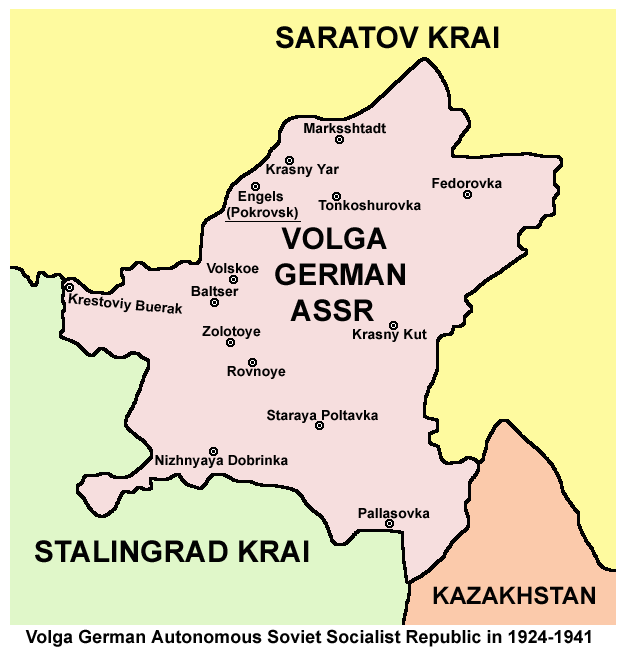
伏爾加德意志人蘇維埃社會主義自治共和國

1917年俄國革命之後，1924年蘇聯設立「伏爾加德意志人蘇維埃社會主義自治共和國」，直到1942年，首府是恩格斯城，1931年之前被稱為 「波克羅夫斯克」（俄语：Покровск，直譯「哥薩克城」）。
當二次大戰期間希特勒出兵侵略蘇聯，蘇聯領導人斯大林擔心伏爾加德意志人會起而呼應1941年8月28日下令撤銷「伏爾加德意志人蘇維埃社會主義自治共和國」，並強迫居住在當地的德意志人遷移，同時也包括了其他住在伏爾加區域的當地民族。他們的土地跟房屋被剝奪，被遷移到東邊的中亞的哈薩克斯坦、西伯利亞阿爾泰邊疆區以及其他遙遠的地區。類似的情況也發生在其他蘇聯境內的少數民族，包括北高加索民族、穆斯林、卡爾梅克人及韃靼人等等。1942年，幾乎所有健全的伏爾加德意志人都被強迫投入勞改營，大約只有三分之二的人在勞改營中存活下來。

## 現状
伏爾加德意志人在伏爾加流域的人口中不曾再回到以往的數量，他們數十年間不被允許回到當地。二戰結束後，許多人依舊居住在烏拉山區、西伯利亞、哈薩克斯坦（今日在哈薩克仍然大約2%的人在民族認同上是德意志人，大約有30萬人左右）、吉爾吉斯斯坦及烏茲別克斯坦（大約1萬6000人，佔0.64%）。戰爭結束幾十年後，有部分的人主張重新找尋地方設置「德意志人自治共和國」，不過這個主張遭到來自在新的迁入地已经重新定居的人的反对而没有实质上的进展。
自1980年代晚期，大量的伏爾加德意志人遷徙回到他們祖先的故鄉－德國，德國的相關法令政策也有利於他們的回歸，德國的法令允許那些被證實為難民，以及能證明是德意志人後裔或源自德意志民族這樣的人取得公民資格（希臘方面也採取類似的法令政策來因應來自蘇聯希臘裔族群）。尽管数十年来，在公共场合不能说德语造成许多伏尔加德意志人已只能说少量的，甚至完全不会说德语，但这并没有影响到返回德国的迁徙潮。直到90年代的后期，德国政府提高了来自俄国的德裔人取得德国居留权的难度，尤其是对于那些不会说伏尔加德语方言的人。现在，在俄罗斯境内大约还有60万德裔人（2002年俄罗斯人口普查），如果算上带有德裔血统的人，这个数字将增加到150万人。

## 北美

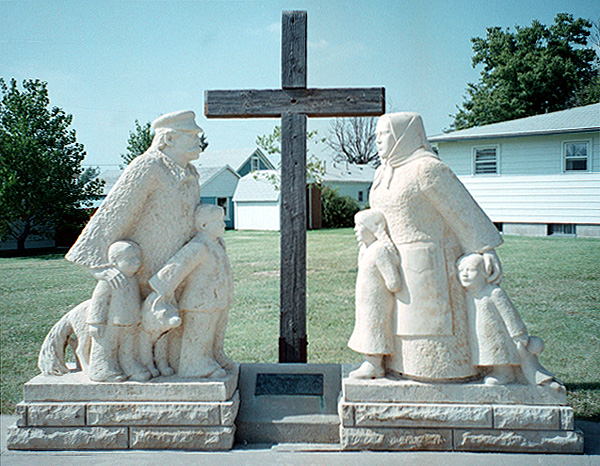
位於美國堪薩斯州的伏爾加德意志人先鋒移民紀念雕塑

伏爾加德意志人于美國和加拿大主要的分布區域在北美大平原：加拿大亞伯達省、曼尼托巴省、薩克其萬省、美國的堪薩斯州、內布拉斯加州、北達科他州、南達科他州、科羅拉多州東部及蒙大拿州東部。在北美大平原之外，他們也散佈在愛荷華州、密西根州、明尼蘇達州、紐約州、俄勒岡州、華盛頓州、威斯康辛州及加州弗雷斯諾。
還有更多其他在美國的伏爾加德意志人，是選擇居住在都會區而非農村來展開他們的新生活。現在大約有100萬左右的伏爾加德意志人後裔居住在美國。

## 南美
亦有相當人數的伏爾加德意志人移居的南美洲的阿根廷（參見克雷斯波及蘇瓦雷斯上校鎮等條目）、巴拉圭及巴西 （參見德裔巴西人）
- 巴西：118萬7000人–150萬人
- 阿根廷：120萬人[4]
- 巴拉圭：4萬5000人

## 外部連結
- The Center for Volga German Studies at Concordia University （页面存档备份，存于）
- Germans from Russia Heritage Society （页面存档备份，存于）
- Flag （页面存档备份，存于）
- Volga Germans
- American Historical Society of Germans from Russia （页面存档备份，存于）
- Germans from Russia Heritage Collection North Dakota State University
- Germans from Russia in Argentina Genealogy （西班牙文）
- Wolgadeutschen （俄文）
- The Golden Jubilee of German-Russian Settlements of Ellis and Rush Counties, Kansas
- Germans from Russia in Argentina
- German Memories - Volga Germans Migration Towards Americas